# شريان ظهري للقدم
شريان ظهري للقدم هو أحد الأوعية الدموية في الطرف السفلي الذي ينقل الدم المؤكسج إلى السطح الظهري من القدم.